# Shamaatae
Johan Lahger (27 de agosto de 1974) mucho más conocido como Shamaatae, es un músico sueco de black metal. Es el fundador de la banda Arckanum.

## Arckanum
Johan fundó Arckanum en 1992 junto al vocalista Sataros y el guitarrista Loke Svarteld, pero estos abandonarían el proyecto quedando Johan como único miembro, sus letras están escritas en sueco antiguo y se relacionan principalmente con el gnosticismo del caos y el satanismo anticósmico. 
ha publicado dos libros:
"PanParadox: Pan Towards Chaos" y "Gullveigarbók".

## Discografía
Con Arckanum
- Fran Marder (1995)
- Kostogher (1997)
- Kampen (1998)
- Antikosmos (2008)
- ÞÞÞÞÞÞÞÞÞÞÞ (2009)
- Sviga Læ (2010)

- Datos: Q3180470